# Явынвиваям
Явынвиваям — река на северо-востоке Камчатского края. Длина реки — 22 км. Площадь бассейна — 167 км².
Протекает по территории Олюторского района Камчатского края. Впадает с западной стороны в лагуну Южная, располагающуюся между озером Тюленье и лагуной Северная, в бухте Экспедиции Берингова моря.
Название в переводе с корякского Яванвывʼаям — «река, предназначенная для использования».

## Данные водного реестра
По данным государственного водного реестра России относится к Анадыро-Колымскому бассейновому округу.
Код объекта в государственном водном реестре —.